# 李中 (明朝)
李中（1478年—1542年），字子庸，號谷平，湖广德安府随州民籍，江西吉安府吉水縣（今江西省吉水縣）人，明朝政治人物。

## 生平
生于成化戊戌十一月初一日，弘治十二年（1499年）随父赴湖广景陵，十四年（1501年）往随州看望祖父，为知州李充嗣所赏识，荐入为州學增廣生，正德二年（1507年）丁卯科湖广乡试解元，九年（1514年）甲戌科進士。吏部尚書楊一清數次召其應考言官，不赴選。六月授刑部浙江司主事，期間反對明武宗建寺于西華門內。武宗怒，貶其為廣東通衢驛丞。十三年病移長樂學宫。當時王守仁巡撫贛州，檄其參與軍事，平定寧王之亂。
明世宗即位，升廣東僉事。嘉靖二年（1523年）二月遷廣西布政司左參議，四月升提學副使，三年丁继母忧归。嘉靖六年起復前职，八年（1529年）五月升任浙江布政使司右參政。嘉靖十年（1531年）四月，升任廣東按察使，八月监乡试，九月监武举，十月父喪丁忧去职。十四年起升廣東右布政使。忤總督及巡按御史戴某，以考察降四川右參政，十六年至官数月，乃具疏乞休，同官力勸乃止。十八年入觐，復升浙江按察使，未赴任，十月再升都察院右僉都御史、山東巡撫，次年春赴任，治理當地蝗災。嘉靖二十年七月，升任右副都御史、總督南京糧儲。二十一年八月因事遭彈劾去職，十一月九日卒于南京官舍，年六十五。明光宗時，追諡莊介。

## 家族
高祖李沂泳。曾祖李復泰。祖父李尔肃。父李崇道，號坦翁，贈四川布政使司右参政。前母羅氏，母歐陽氏，俱贈淑人。娶张氏，封淑人，生二男一女，长子李元生，嘉靖戊子举人；次李绍生。側室杨氏生寅生、庚生。